# La Tuna (Uruguai)
La Tuna és un balneari del sud de l'Uruguai ubicat al departament de Canelones. Forma part de la Costa de Oro.

## Geografia
La Tuna es troba al sud-est del departament de Canelones, al sector 8. Al sud té platges sobre el Riu de la Plata; a l'est limita amb Araminda, i a l'oest amb el balneari de Los Titanes.
El balneari s'ubica al km 67 de la Ruta Interbalneària.

## Població
Segons les dades del cens de 2004, La Tuna tenia una població aproximada de 197 habitants.
| Any  | Població |
| ---- | -------- |
| 1963 | 98       |
| 1975 | 95       |
| 1985 | 92       |
| 1996 | 129      |
| 2004 | 197      |

Font: Institut Nacional d'Estadística de l'Uruguai